# Synodontis punctifer
Synodontis punctifer är en fiskart som beskrevs av Daget, 1965. Synodontis punctifer ingår i släktet Synodontis och familjen Mochokidae. IUCN kategoriserar arten globalt som livskraftig. Inga underarter finns listade i Catalogue of Life.